# Contea di Barber
La contea di Barber in inglese Barber County è una contea dello Stato del Kansas, negli Stati Uniti. La popolazione al censimento del 2010 era di 4 861 abitanti. Il capoluogo di contea è Medicine Lodge.

## Storia
La contea è stata fondata il 26 febbraio 1867. Il nome della contea è in onore di Thomas W. Barber.

## Geografia fisica
Secondo lo United States Census Bureau, la contea ha una superficie di 2942 km² di cui 2937 km² è terra (99.98%) e 5 km² (0,2%) acque interne.

### Contee confinanti
- Contea di Pratt (nord)
- Contea di Kingman (nordest)
- Contea di Harper (est)
- Contea di Alfalfa, Oklahoma (sudest)
- Contea di Woods, Oklahoma (sudovest)
- Contea di Comanche, (ovest)
- Contea di Kiowa, (nordovest)

### Evoluzione demografica

Piramide delle età

## Infrastrutture e trasporti

### Strade
- U.S. Route 160
- U.S. Route 281
- Kansas Highway 2

## Geografia antropica

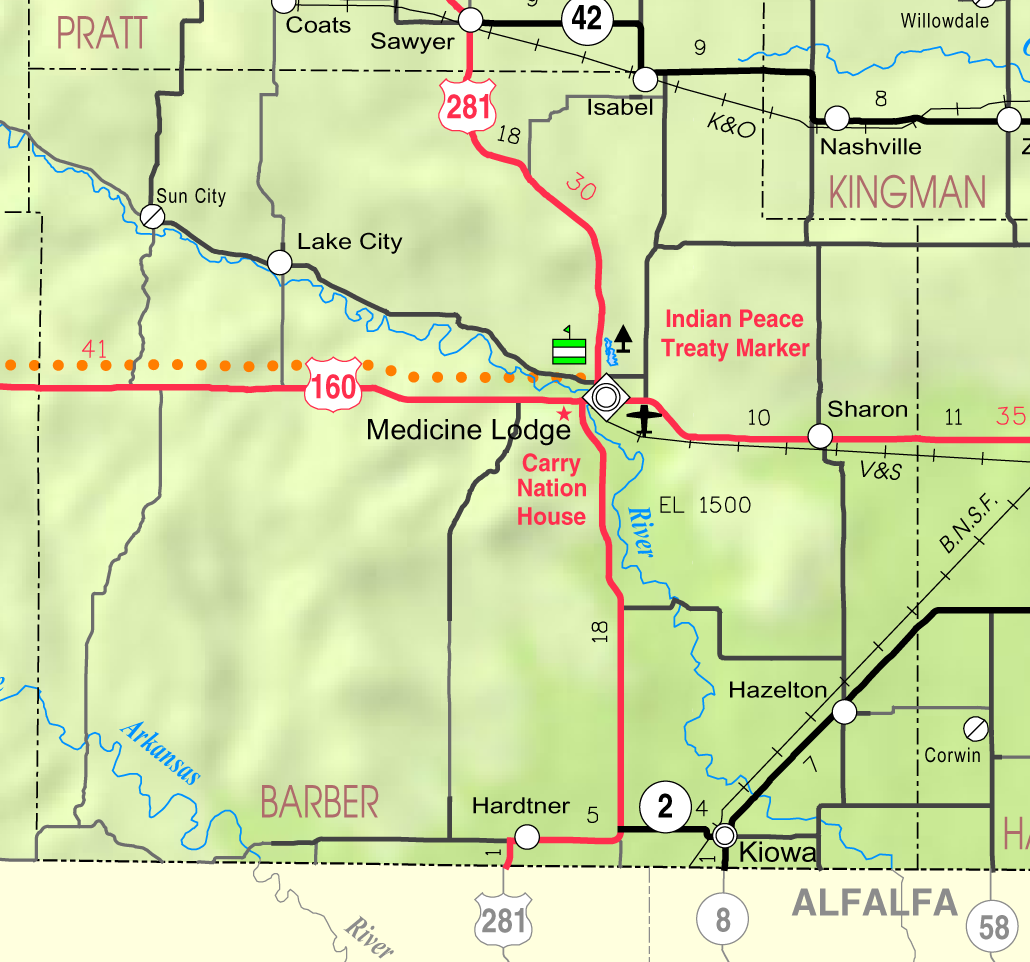

### Città
- Hardtner
- Hazelton
- Isabel
- Kiowa
- Medicine Lodge
- Sharon
- Sun City

### Città fantasma
- Forest City
- Lasswell
- Mingona
- Pixley

### Township
La contea di Barber è divisa in diciotto township.
Le Township della contee sono:
- Aetna
- Deerhead
- Eagle
- Elm Mills
- Elwood
- Hazelton
- Kiowa
- Lake City
- McAdoo
- Medicine Lodge
- Mingona
- Moore
- Nippawalla
- Ridge
- Sharon
- Sun City
- Turkey Creek
- Valley